# Металликова-Поскрёбышева, Бронислава Соломоновна
Бронислава Соломоновна Металликова-Поскрёбышева (5 марта 1910, Проскуров, Подольская губерния — 16 октября 1941, Москва) — жена государственного и политического деятеля СССР А. Н. Поскрёбышева.

## Биография
Родилась в Проскурове Подольской губернии. Получила высшее медицинское образование. Работала врачом-эндокринологом в Научно-исследовательском институте эндокринологии при Наркомате здравоохранения РСФСР. В первом браке была замужем за адвокатом Иосифом Павловичем Ицковым (1905 — после 1983), арестованным в 1937 году. Во втором браке с 1934 по 1941 год была женой Александра Поскрёбышева. Имела двух дочерей — Галю (29 марта 1932—2005) и Наташу (7 января 1938 года — 12 сентября 2006).
Особую известность получили печальные события, связанные с выдвинутыми против неё и её брата ложными обвинениями в их контрреволюционной деятельности.
В 1933 году она и её брат (хирург Михаил Металликов) посетили проходившую в Париже научную конференцию по эндокринологии. Во время экскурсии по городу они случайно встретили Льва Львовича Седова, с которым были в некровных родственных связях. После развода Брониславы Соломоновны с её первым мужем (адвокатом) эта информация случайно попала в руки НКВД и послужила основанием для ареста (6 июля 1937 года) и последующего расстрела (31 марта 1939 года) Михаила Соломоновича Металликова, обвинённого в связях с Л. Д. Троцким и контрреволюционной деятельности (первое дело врачей, реабилитирован 7 марта 1956 года). Благодаря участию Поскрёбышева и вопреки пожеланиям Лаврентия Берии, обвинения с Металликовой-Поскрёбышевой были сняты, но с условием, что её имя никогда больше не встретится в подобных делах.
Однако в 1939 году по настойчивой просьбе родственников Металликова-Поскрёбышева пошла на Лубянку к Берия просить его об освобождении из-под стражи своего брата Михаила Соломоновича Металликова. Её дальнейшая судьба оставалась неизвестной. Автомобиль, на котором она приехала, был отправлен обратно сотрудниками НКВД. Домой она так и не вернулась. На вопросы Поскрёбышева о судьбе жены Берия отвечал, что её увезли домой. Сохранившиеся документы свидетельствуют о том, что она была арестована 29 апреля 1939 года, за «участие в контр-революционной террористической организации» приговорена к смертной казни 22 сентября 1941 года. Ей были предъявлены те же обвинения, что и её брату. 16 октября 1941 года, при подходе немецких войск к Москве, её расстреляли. Была захоронена в общей могиле недалеко от Москвы в Коммунарке. Впоследствии она была реабилитирована (10 октября 1957 года) и условно захоронена в стене на Новодевичьем кладбище.
Все попытки Поскрёбышева вызволить её из рук Берии оказались безуспешными, а ему самому было рекомендовано найти новую жену. Так Поскрёбышев стал для детей Металликовой-Поскрёбышевой «отцом и матерью в одном лице».